# Hugues de Montalembert
Hugues de Montalembert, né à Laval en 1955, est un artiste peintre et écrivain français.

## Biographie
Hugues de Montalembert est le fils de Pierre Marie Charles François de Montalembert (1914-2009), capitaine, et de son épouse, née Yolande FitzGerald (1916-2011). Il est le frère aîné du comédien Thibault de Montalembert.
En 1978, alors qu'il vit dans West Village à New York, il est victime d'un vol et d'une agression à l'acide qui lui fait perdre la vue. Cet événement est le sujet du film Black Sun, réalisé en 2005 par Gary Tarn.

## Œuvre littéraire
- La Lumière assassinée, Robert Laffont, 1er septembre 1982, 287 p. (ISBN 978-2221009376)
- (en) Eclipse: A Nightmare  (trad. David Noakes), Phoenix Society, 1985 (ISBN 978-0678444375), traduction de La Lumière assassinée en anglais
- (it) Buio, Mondadori, coll. « Ingrandimenti », 1988, 246 p. (ISBN 978-8804339489), traduction de La Lumière assassinée en italien
- À perte de vue, Robert Laffont, 24 janvier 1990, 217 p. (ISBN 978-2221064443) – prix Ève-Delacroix de l'Académie française
- Eclipse, 2006
- Black Sun, 2006
- (en) Invisible: A Memoir, Atria Books, 20 septembre 2011, 144 p. (ISBN 978-1416593676)
- Regarder au-delà, Anne Carrière, 3 mars 2011, 151 p. (ISBN 978-2843376047)